# ファースト・ナショナル (テレビ番組)
『ファースト・ナショナル』（First National）はカナダのテレビニュース番組で、1994年から2001年にかけてオンタリオ州とマニトバ州にあるグローバルテレビジョンネットワークの放送局で放映された。1997年にグローバルがケベック州で開局された後も同州で見られた。番組のアンカーはピーター・ケントだった。
番組は、せいぜい3つの州でしか放送されなかったが、全国ニュース放送の形式で、地方のニュースではなく、国内・国際ニュースを放送していた。
2001年2月9日、グローバルがWICグループの放送局を買収した後、番組は最終回を放送した。グローバルは、9月4日に『グローバル・ナショナル』が開始するまで、代わりにWICの『カナダ・トゥナイト』を放映した。その後、ケントは同ネットワークの管理職に就いた後に、カナダの政治でのキャリアを追求するために放送職を辞めた。